# Acacia muricata
Acacia muricata é uma espécie de leguminosa do gênero Acacia, pertencente à família Fabaceae.